# دوري أبطال أوروبا لكرة السلة 2017–18
دوري أبطال أوروبا لكرة السلة 2017–18 هو الموسم 2 من  دوري أبطال أوروبا لكرة السلة. أقيم خلال الفترة 19 سبتمبر 2017 وحتى 6 مايو 2018، وكان عدد الأندية المشاركة فيه  32، وفاز فيه نادي إيه إي كي لكرة السلة.